# غلاديس بايل
غلاديس شيلدز بايل (بالإنجليزية: Gladys Shields Pyle) (من مواليد أكتوبر 1890 - 14 مارس 1989)، معلمة وسياسية أمريكية وأول امرأة منتخبة في مجلس الشيوخ الأمريكي دون أن يتم تعيينها سابقًا في منصبها؛ كانت أيضًا أول سيناتور تشغل منصب جمهوري وأول سيناتور من ولاية ساوث داكوتا. علاوةً على ذلك، كانت أول سيناتور من خارج الجنوب. (جاءت الأربعة السابقة من جورجيا وأركنساس ولويزيانا وألاباما على التوالي). كانت أيضًا أول سيناتور غير متزوجة.

## مهنتها المبكرة
عملت بايل في التعليم من عام 1912 حتى عام 1920، بعد تدريس اللاتينية والتربية المدنية لمدة عامين في هورون، أصبحت مديرة المدارس العامة في ويسينغتون. شاركت غلاديس ووالدتها مامي وشقيقتان في حركة حق المرأة في الاقتراع وكثيرًا ما استضفن اجتماعات فرع الرابطة المحلية للناخبات في منزلهن. أصبحت بايل محاضرة في الدوري وسافرت إلى إنديانا وأيوا ونبراسكا وكانساس وأوهايو لإلقاء الخطب وتقديم العروض التقديمية.
في عام 1922، ترشحت لمقعد في مجلس نواب ساوث داكوتا. بعد فشلها في الحصول على الترشيح من خلال الجمهوريين في مقاطعة بيدل، خاضت بايل الانتخابات التمهيدية المستقلة، والتي بدا أنها خسرتها، لكنها عارضت النتيجة بنجاح. في الانتخابات العامة، كانت الحائزة على الأصوات الرئيسية للمقاعد الثلاثة الكبيرة في مجلس النواب، وتم انتخابها على البطاقة المستقلة، إلى جانب اثنين من الجمهوريين. في عام 1923 أصبحت أول امرأة عضو في مجلس النواب بالولاية. أعيد انتخابها في عام 1924، وخدمت من 1923 حتى 1927. بالإضافة إلى منصبها التشريعي بدوام جزئي، تم تعيين بايل أيضًا لمنصب نائب وزير خارجية ولاية ساوث داكوتا.

## وزيرة الخارجية
في عام 1926، كانت بايل المرشح الجمهوري الناجح لوزير خارجية داكوتا الجنوبية. أعيد انتخابها في عام 1928، وحصلت على أصوات أكثر من أي وقت مضى لأي مرشح في أي منصب في الولاية، وخدمت من عام 1927 إلى عام 1931.
في عام 1930، كانت مرشحة الحزب الجمهوري لمنصب الحاكم. فازت في الانتخابات التمهيدية، وحصلت على ما يقرب من ثلث الأصوات. نظرًا لعدم حصول أي مرشح على 35% المطلوبة بموجب قانون ولاية ساوث داكوتا، انتقلت المنافسة إلى المؤتمر الجمهوري إذ سيختار المندوبون المرشح من بين المرشحين الخمسة في الاقتراع الأولي. قادت بايل الاقتراع الرابع والسادس من خلال أحد عشر اقتراعًا، ما زاد من إجمالي أصواتها في كل اقتراع، باستثناء خسارة كبيرة في الأصوات في الاقتراع الثامن إذ كانت تقترب من الترشيح. خلال الاقتراع الثاني عشر، علّق رئيس المؤتمر نداء الأسماء وبعد أكثر من ثلاث ساعات، قدم ثلاثة مرشحين دعمهم لوارن إي جرين، الذي خاض الانتخابات التمهيدية الأخيرة بحوالي 7,5% من الأصوات وفاز بالترشيح عندما استؤنف نداء الأسماء. سرعان ما اعترفت بايل بالهزيمة دون ضغينة أو اتهام لكنها لم تؤيد جرين إلا بعد انتهاء فترة التقديم كمستقل. ألمحت لاحقًا إلى خيبة أملها عندما أشارت إلى أنها لن تسعى لمزيد من المناصب السياسية الحزبية. كانت بايل المسؤول التنفيذي للجنة الأوراق المالية الحكومية من 1931 حتى 1933.
أثناء متابعتها لمسيرتها السياسية، أصبحت بايل نشطة أيضًا في مجال التأمين على الحياة، وعملت كوكيل للعديد من الشركات، بما في ذلك شركتي نيويورك لايف إنشورنس كومباني ونورثويسترن ميوتشوال. بالإضافة إلى ذلك، تم انتخابها رئيسة لجمعية هورون لايف لضمان السندات، وكانت نشطة أيضًا في الرابطة الوطنية لضمان السندات.